# Герман Берендс
Герман Йоганн Генріх Берендс (нім. Hermann Johann Heinrich Behrends; 11 травня 1907, Рюстрінген, Німецька імперія — 4 грудня 1948, Белград, Югославія) — німецький офіцер і юрист, один із керівників нацистського окупаційного режиму в Югославії, групенфюрер СС та генерал-лейтенант поліції.

## Біографія
Син власника готелю. Закінчив Марбурзький університет, доктор права (17 липня 1931). 1 лютого 1932 року вступив у НСДАП (квиток №981 960) та СС (посвідчення №35 815). З 20 квітня 1933 по 13 січня 1934 року — командир 3-го штурму 4-го штурмбану 24-го штандарту СС «Східна Фрісландія». З 13 січня 1934 по 1 червня 1940 року служив на керівних постах в Імперському керівництві СС, перший керівник СД у Берліні. 1 березня 1935 року оголосив про вихід із протестантської церкви. У 1936 році пройшов підготовку в зенітній школі у Вільгельмсгафені. У 1937/43 роках — заступник начальника «Фольксдойче міттельштелле», найближчий співробітник Вернера Лоренца; був виконавчим віце-президентом Народної спілки німців за кордоном. З вересня 1939 року — депутат Рейхстагу. У червні 1940 року під час Французької кампанії в чині унтерштурмфюрера боровся в рядах 1-го дивізіону артилерійського полку СС дивізії посилення СС. У 1941 призначений керівником «Фольксдойче міттельштелле» в Югославії. 15 листопада 1943 року вступив у війська СС, воював у складі дивізії СС «Дас Райх», потім був інструктором у різних танкових школах. З червня 1943 року служив у 10-й танковій дивізії СС «Фрундсберг». З 15 по 30 вересня 1943 року — начальник штабу імперського комісара зі зміцнення німецької нації. У жовтні 1943 року знову переведений у війська СС, служив у штабі 5-го гірського корпусу СС, у 13-й гірської дивізії СС «Ханджар». З 13 лютого 1944 року — член «Лебенсборну». З 1 квітня по жовтень 1944 року — вищий керівник СС та поліції у Сербії, Санджаку та Чорногорії та одночасно імперський уповноважений у Сербії. У вересні 1944 року командував зведеною поліцейською бойовою групою «Берендс». 30 січня 1945 року призначений вищим керівником СС та поліції імперського комісаріату Остланд та Північної Росії, однак ця посада вже фактично не існувала, тому що залишки території імперського комісаріату входили до прифронтової зони. 5 липня 1945 року здався британській владі у Фленсбурзі і був поміщений у табір для військовополонених в Південному Уельсі, а потім переданий югославській владі. Повішений за вироком Народного трибуналу Югославії.

## Звання
- Манн СС (1 лютого 1932)
- Шарфюрер СС (12 вересня 1932)
- Трупфюрер СС (8 жовтня 1932)
- Штурмфюрер СС (20 квітня 1933)
- Оберштурмфюрер СС (1 лютого 1934)
- Гауптштурмфюрер СС (20 квітня 1934)
- Штурмбанфюрер СС (15 червня 1934)
- Оберштурмбанфюрер СС (4 липня 1934)
- Штандартенфюрер СС (20 квітня 1935)
- Оберфюрер СС і унтерштурмфюрер резерву військ СС (20 квітня 1937)
- Бригадефюрер СС (1 січня 1941)
- Оберштурмфюрер резерву військ СС (1 квітня 1943)
- Гауптштурмфюрер резерву військ СС (9 листопада 1943)
- Штурмбанфюрер резерву військ СС (12 січня 1944)
- Генерал-майор поліції (15 березня 1944)
- Групенфюрер СС і генерал-лейтенант поліції (1 серпня 1944)

## Нагороди
- Спортивний знак СА в золоті
- Німецький кінний знак в бронзі
- Перстень «Мертва голова»
- Почесна шпага рейхсфюрера СС
- Почесний знак Німецького Червоного Хреста 2-го і 1-го ступеня
- Почесний знак «За турботу про німецький народ» 2-го і 1-го ступеня
- Медаль «У пам'ять 13 березня 1938 року»
- Медаль «У пам'ять 1 жовтня 1938 року» із застібкою «Празький град»
- Медаль «У пам'ять 22 березня 1939 року»
- Данцизький хрест 1-го класу
- Залізний хрест 2-го класу
- Штурмовий піхотний знак в бронзі
- Нагрудний знак «За поранення» в чорному
- Хрест Воєнних заслуг 2-го і 1-го класу з мечами
- Орден «За громадянські заслуги» (Болгарія) 2-го класу